# 말라카막스

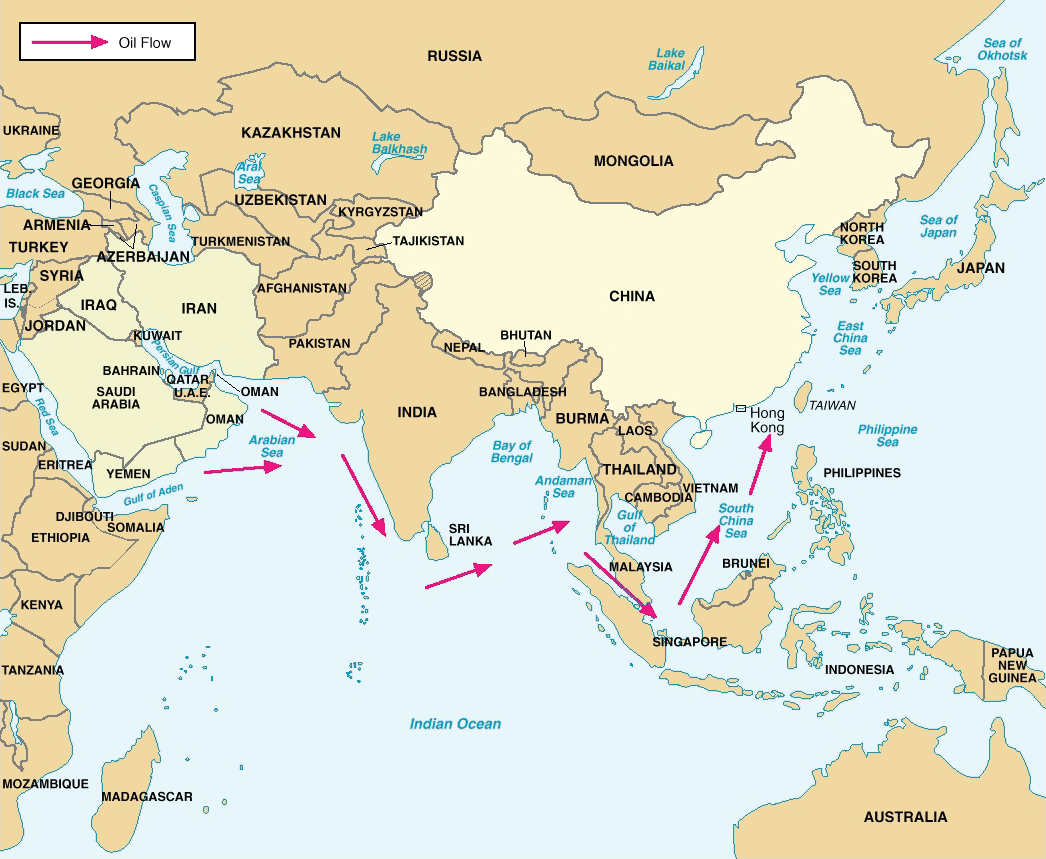
페르시아 만에서 믈라카 해협을 통과하여 동북아시아로 향하는 유조선의 항로

말라카막스(Malaccamax)는 깊이가 25m인 믈라카 해협(옛 이름: 말라카 해협)을 통과할 수 있는 선박의 최대 크기를 가리키는 말이다. 순다 해협은 깊이가 20m로 믈라카 해협보다 얕기 때문에, 말라카막스보다 큰 포스트 말라카막스급 선박은 다음과 같이 더 긴 항로를 경유해야 한다.
- 롬복 해협, 마카사르 해협, 시부투 해협(Sibutu Passage), 민도로 해협(Mindoro Strait)
- 옴바이 해협, 반다해, 술라 제도와 오비 제도 사이의 리파마톨라 해협, 말루쿠해
- 오스트레일리아를 우회한다.

또는 기존 항로를 확장하거나 새로운 항로를 굴착하는 방법도 있다.
- 믈라카 해협 항로에서 가장 깊이가 얕은 구간인 싱가포르 해협을 준설한다.
- 끄라 지협을 관통하는 타이 운하를 믈라카 해협보다 깊고, 넓게 건설한다.

말라카막스 급이나 포스트 말라카막스 급으로 건조되는 선박은 벌크선과 유조선 뿐이나 앞으로 말라카막스 급 컨테이너선이 건조된다면 길이 470 m, 너비 60 m, 흘수 20 m 에 적재량은 300,000 DWT 18,000 TEU 급이 될 것으로 예측된다.

## 같이 보기
- 화물선